# The Wonderful World of Sam Cooke
The Wonderful World of Sam Cooke är det fjärde studioalbumet med den amerikanske sångaren Sam Cooke. Albumet utgavs av skivbolaget Keen Records 1960. Singelen "Wonderful World" klättrade till nummer 2 på "US Black Singles chart" och nummer 12 på "US Pop Singles chart". "Wonderful World" skrevs ursprungligen av Sam Cooke, Herb Alpert och Lou Adler tillsammans under pseudonymen "Barbara Campbell".

## Låtlista

### Sida 1
1. "Wonderful World"  – 2:02
2. "Desire Me"  – 2:52
3. "Summertime Part. 2"  – 2:21
4. "Almost in Your Arms"  – 2:01
5. "That's Heaven to Me"  – 2:20
6. "No One Can Take Your Place"  – 2 :22

### Sida 2
1. "With You"  – 2:34
2. "Blue Moon"  – 2:45
3. "Stealing Kisses"  – 2:09
4. "You Were Made for Me"  – 2:52
5. "There, I've Said It Again"  – 1:58
6. "I Thank God"  – 3:00